# Östergötlands runinskrifter 236

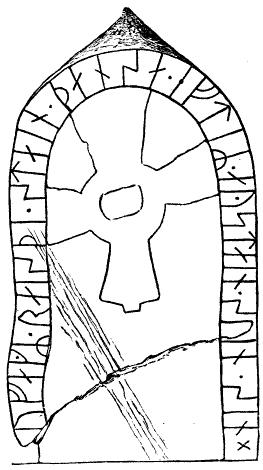
Renritning av runorna på Ög 236 av P.A. Säve (1862).

Ög 236 är en runsten som står om står rest på kyrkogården vid Östra Stenby kyrka.

## Stenen
Runsten består av grå granit. Den är 1,8 m hög, 1,1 m bred, och 0,25 m tjock. Runhöjden är 12-14 cm. Ristningen är mycket tydlig och väl bibehållen.
Tillsammans med fem andra runstenar (Ög 232, Ög 233, Ög 234, Ög 235, och Ög ATA580/75) står den uppställd längs den gång som leder från kyrkogårdens västra ingång fram till kyrkans ingång genom tornet. Ytterligare en runsten, Ög 231, finns inne i kyrkan.

## Inskriften
Translitterering av runraden:
× ufagʀ · raisþi · stain · þansa · eftiʀ · aystain · sun sin ×
Normalisering till runsvenska:
Ofagʀ ræisþi stæin þennsa æftiʀ Øystæin, sun sinn.
Översättning till nusvenska:
Ofag reste denna sten efter Östen, sin son.

## Historia
Ög 236 påträffades tillsammans med fem andra runstenar i grunden till det gamla medeltida kyrktornet när det revs vid ombyggnaden av kyrkan 1858-60. Ög 232-Ög 236  murades in i den södra korsarmens innerväggar (Ög 231 placerades på kyrkans vind och har sedermera placerats inne i kyrkan), med inskriptionerna synliga. När kyrkan återigen renoverades och byggdes om 1939 så togs runstenarna ut från muren och placerades på kyrkogården, tillsammans med en sjätte runsten,  Ög ATA580/75, som återfunnits liggande i kyrkans yttermur i vinkeln mellan långhuset och södra korsarmen.